# Amborella trichopoda
Amborella trichopoda is een groenblijvende struik of kleine boom die van nature uitsluitend voorkomt in de ondergroei van het tropisch regenwoud van het belangrijkste eiland van Nieuw Caledonië, Grande Terre. Het is volgens het APG III-systeem de enig bekende soort in het geslacht Amborella, in de familie Amborellaceae, en in de orde Amborellales. De struik heeft kleine crèmekleurige  bloemen en rode vruchten. De soort is van buitengewoon belang voor het begrip van de ontwikkeling van bloeiende planten omdat uit genetisch onderzoek is gebleken dat deze soort (mogelijk samen met de Nymphaeales) de zustergroep vormt van alle andere bedektzadigen. Verder genetisch onderzoek wordt uitgevoerd in het kader van het Amborella Genome Project.

## Beschrijving
A. trichopoda is een kleine, 2–6 m hoge, altijdgroene struik of kleine boom met verspreide bladstand die in twee rijen aan beide zijden van de vaak horizontaal uitstekende takken staan. Het hout bestaat alleen uit tracheïden. De 8–10 cm lange bladeren bevatten geen olie. Ze zijn enkelvoudig, met een korte bladsteel, zonder steunblaadjes, langwerpig-eirond, met een stompe voet, een golvende, soms min of meer grof en stomp getande of gelobde rand en een spitse top. De hoofdnerf vertakt zich veervormig. De zijnerven splitsen op ongeveer ¼ van de rand in een naar de voet terugwijzende en naar de punt wijzende tak. Van maart tot mei bloeit deze struik met niet-geurende, crèmekleurige mannelijke en vrouwelijke bloemen die zich bevinden op verschillende individuen. Ze staan in trossen van 2-30 bloemen in de oksels van de bladeren of op de kale takken. Onder elke bloem staat een aantal schutblaadjes die geleidelijk veranderen in vijf tot acht bloemdekbladen die op hun beurt geleidelijk veranderen van kelkblad tot kroonblad. Deze zijn aan de voet ietwat vergroeid en staan in een spiraal. De mannelijke bloemen zijn 4–5 mm in diameter. Deze bloemen bevatten tien tot eenentwintig in spiralen geplaatste meeldraden die kleiner worden naar het midden. Ze bestaan uit aan de buitenkant kroonbladvormige helmdraden en aan de buitenrand geplaatste helmhokjes die met een spleet in de lengterichting openen. Verder naar binnen zijn de helmdraden smaller en wellicht steriel. De pollenkorrels hebben een, vaak slecht zichtbare, onregelmatige porie aan de top. De vrouwelijke bloemen zijn 3–4 mm in doorsnede en hebben zeven of acht bloemkdekbladeren. De vrouwelijke bloemen bevatten een of twee (zelden geen of drie) goed ontwikkelde onvruchtbare meeldraden en een spiraal van vier tot acht vrije, niet geheel gesloten stijlloze vruchtbladen met een enkele groene zaadknop met de kiemopening naar beneden gericht. Meestal ontwikkelen een tot drie kiembladen per bloem zich tot vruchten. Aan het eind van het jaar wanneer ze rijp zijn kleuren de ovale, omstreeks 8×6½ mm grote steenvruchten rood. Ze bevatten één enkel glad oranjebruin zaad van ± 4 mm lang en 1½–2 mm in doorsnede. Na het verweren van de zachte buitenvrucht blijft een bruin ruw verhout zaadomhulsel over met netvormige verdikkingen dat met twee kleppen opent. Amborella heeft 26 chromosomen (2n=26).

### Bijzondere eigenschappen
Zeldzaam - maar niet uniek - is de eigenschap dat soms Amborella-planten die in hun jeugd uitsluitend mannelijke bloemen maken later juist uitsluitend vrouwelijke bloemen dragen. De mannelijke en vrouwelijke geslachtsorganen komen wel voor op dezelfde plant, zoals bij de meeste coniferen. De mannelijke bloemen hebben naast bloemblaadjes alleen meeldraden, maar ze zien er niet uit als de meeldraden van de andere bloemplanten, dat wil zeggen, een helmdraad met aan de top daarvan een helmknop die bestaat uit twee helmhokjes (zakjes met stuifmeel). In plaats daarvan worden de twee helmhokjes gedragen op de rand van platte en brede bloemblaadjes die lijken erg op de schubben in mannelijke naaldboomkegels. Maar ze hebben ook bloemen die zowel vruchtbladen hebben als meeldraden. Deze meeldraden zijn echter steriel, waardoor deze bloemen functioneel vrouwelijk zijn. Het hout bevat geen vaten zoals dat van andere bloemplanten, maar uitsluitend tracheïden, zoals het geval is bij naaktzadigen zoals naaldbomen.
Het genoom van de mitochondria van Amborella is ongeveer zeven maal zo groot als dat van andere planten. De helft van de extra genen is afkomstig van algen vergelijkbaar met Coccomyza, een symbiont in sommige korstmossen. Een derde komt van ten minste drie verschillende mossen, en een zesde van allerlei andere zaadplanten zoals uit een aantal landplanten, waaronder uit de ordes Oxalidales, Rosales, Santalales, uit de wonderboom en de bamboe Bambusa. Of Amborella de enige plant is die vreemd DNA op grote schaal in zijn mitochondria opneemt, en waarom dat juist in deze plant heeft plaatsgevonden is nog onbekend.

### Tragere evolutie dan andere bloeiplanten
Amborella produceert een kleine vrucht, maar er is heel weinig vruchtvlees en dat bevat geen koolhydraten of vetten die hem aantrekkelijk zouden maken voor dieren, en daarmee het zaad verder zouden verspreiden. De bloemen lijken geen specifieke bestuivers aan te trekken, en de wind is net zo belangrijk als insecten. De snelle co-evolutie die andere bloeiplanten en hun gespecialiseerde bestuivers hebben doorgemaakt heeft hierdoor bij Amborella niet plaatsgevonden. Bovendien heeft het zaad van Amborella een slechte kiemkracht en is het hout erg broos.

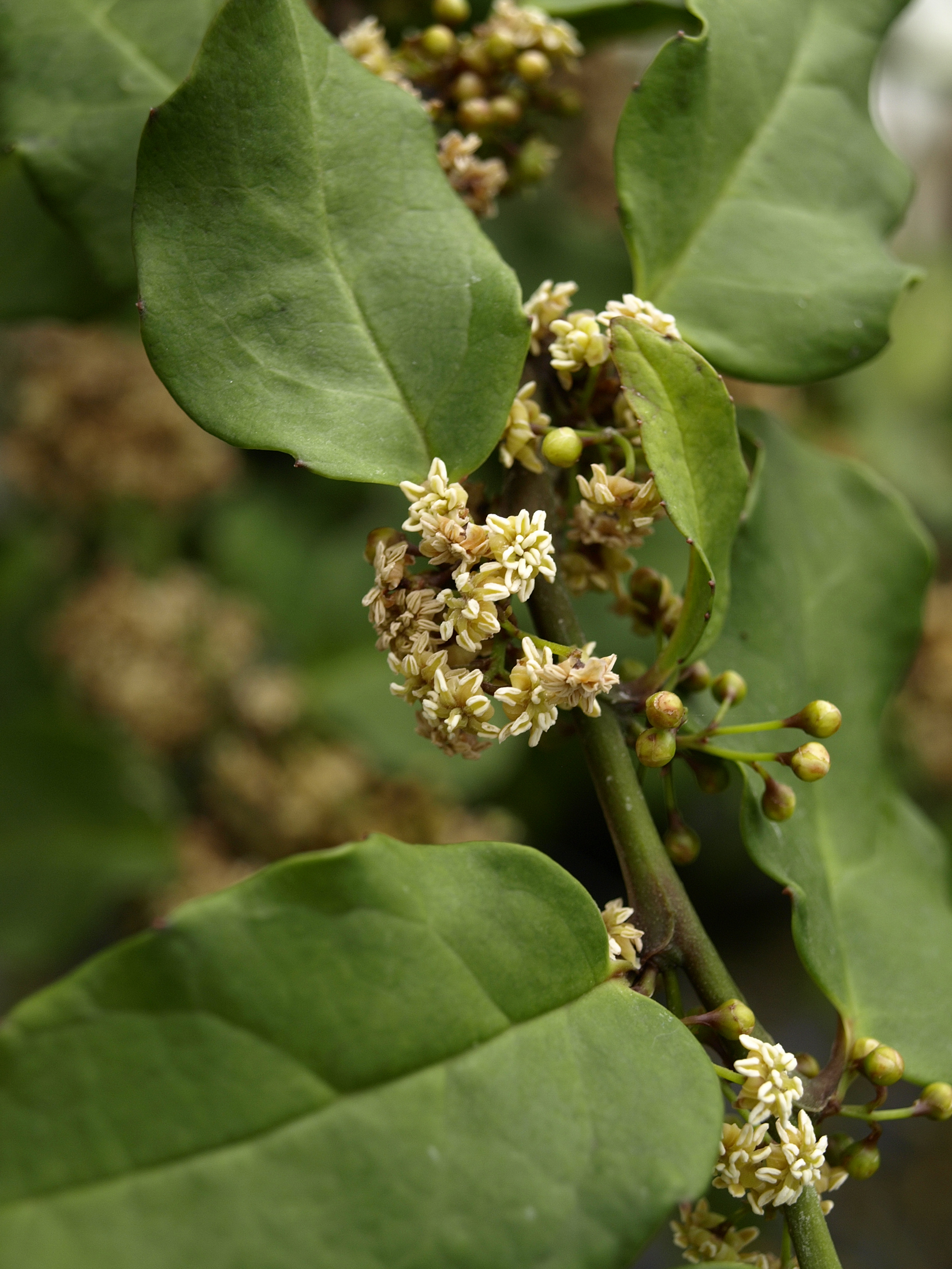
bloemscherm
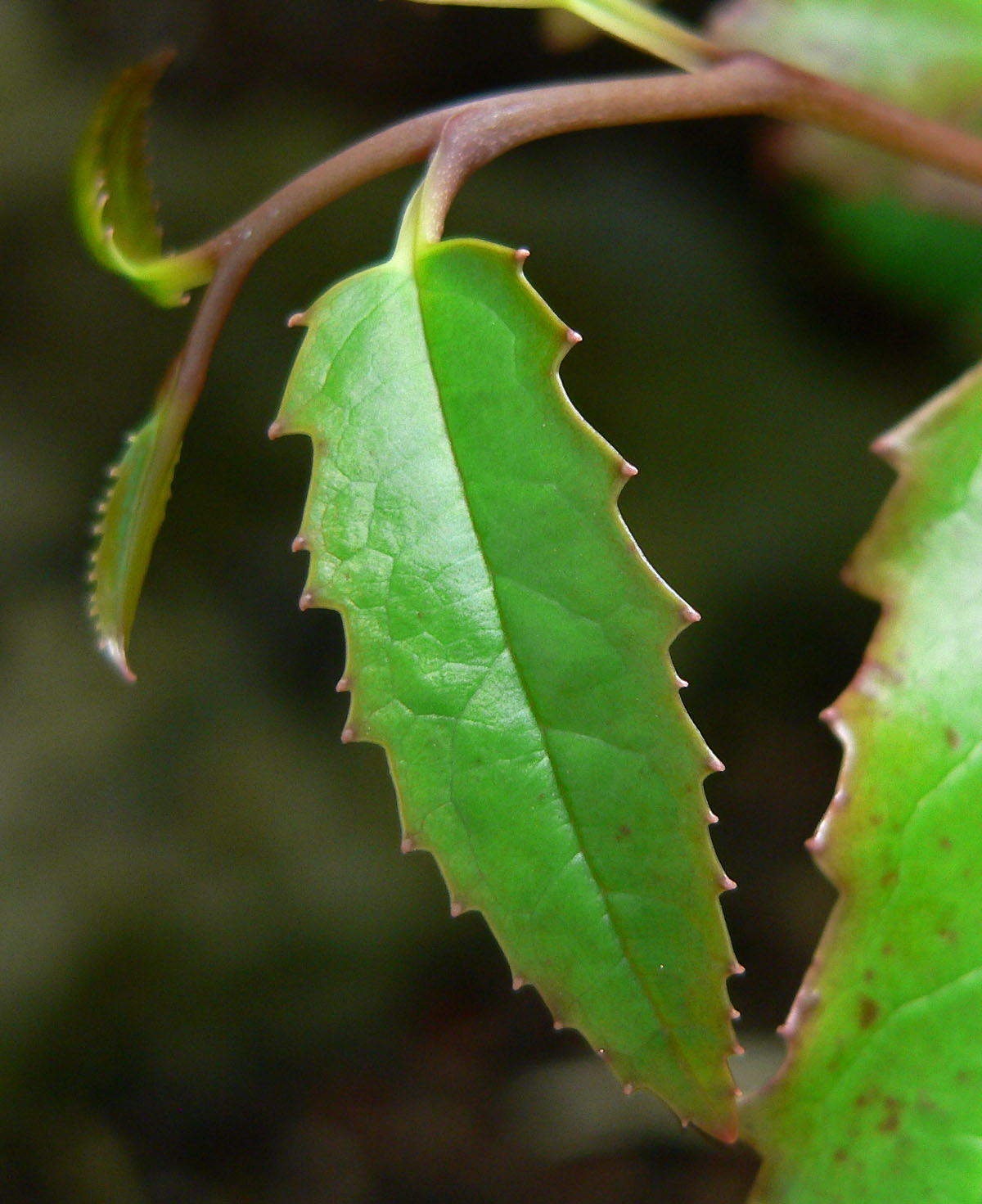
jong blad
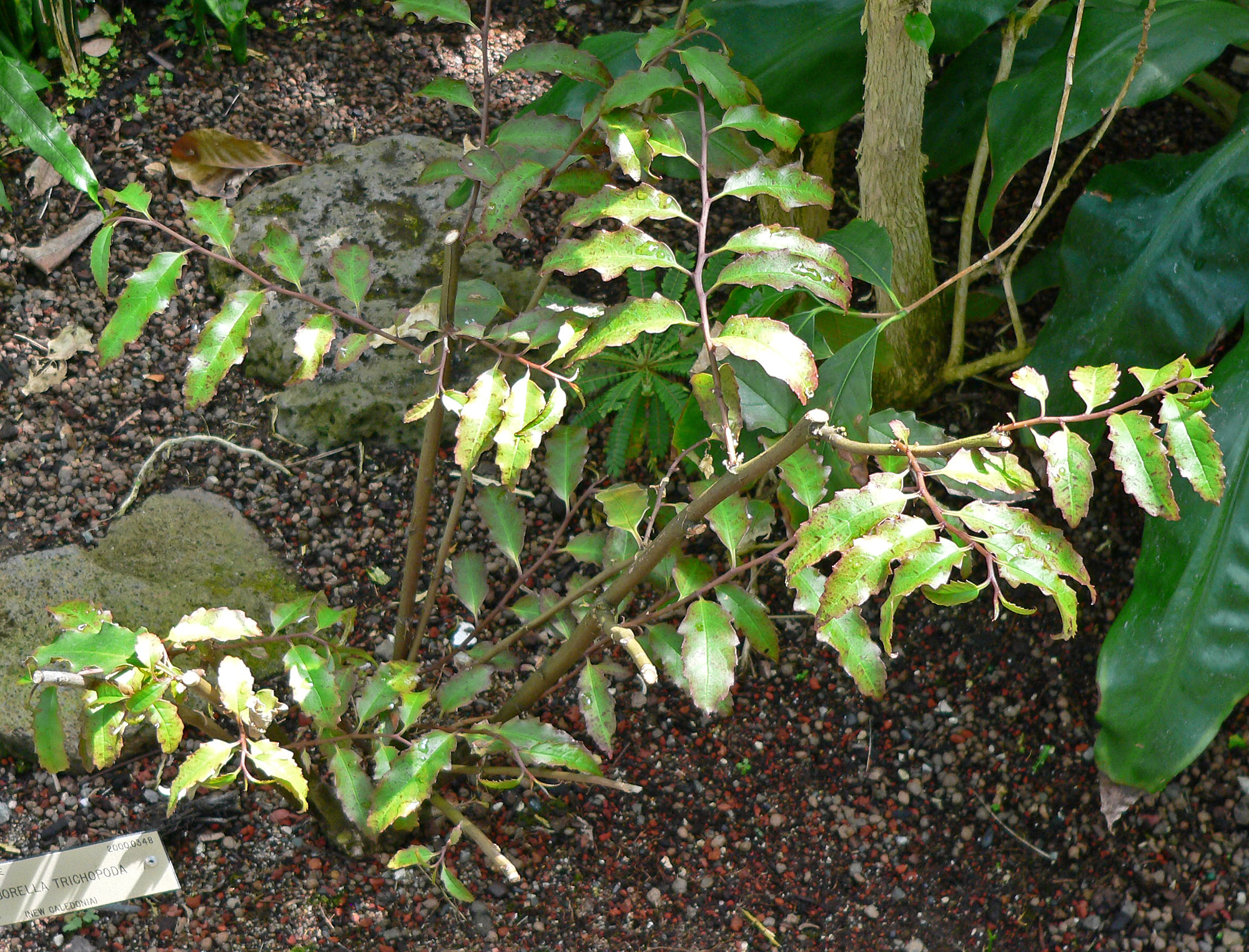
plant

## Taxonomie
A. trichopoda is de enige soort van het geslacht Amborella, dat op zijn beurt weer het enige geslacht is in de familie Amborellaceae en de orde Amborellales. De relatie met de andere zaadplanten wordt in het onderstaande schema weergegeven.
|  | Illicium |
|  | |
|  | \| \| eenzaadlobbigen \| \| \| \| \| \| Magnoliiden \| \| \| \| \| \| 'nieuwe' tweezaadlobbigen \| \| \| \| |
|  | |
|  | eenzaadlobbigen                                                                                             |
|  | |
|  | Magnoliiden                                                                                                 |
|  | |
|  | 'nieuwe' tweezaadlobbigen                                                                                   |
|  | |

|  | eenzaadlobbigen           |
|  |                           |
|  | Magnoliiden               |
|  |                           |
|  | 'nieuwe' tweezaadlobbigen |
|  |                           |

|  | Illicium |
|  | |
|  | \| \| eenzaadlobbigen \| \| \| \| \| \| Magnoliiden \| \| \| \| \| \| 'nieuwe' tweezaadlobbigen \| \| \| \| |
|  | |
|  | eenzaadlobbigen                                                                                             |
|  | |
|  | Magnoliiden                                                                                                 |
|  | |
|  | 'nieuwe' tweezaadlobbigen                                                                                   |
|  | |

|  | eenzaadlobbigen           |
|  |                           |
|  | Magnoliiden               |
|  |                           |
|  | 'nieuwe' tweezaadlobbigen |
|  |                           |

|  | Illicium |
|  | |
|  | \| \| eenzaadlobbigen \| \| \| \| \| \| Magnoliiden \| \| \| \| \| \| 'nieuwe' tweezaadlobbigen \| \| \| \| |
|  | |
|  | eenzaadlobbigen                                                                                             |
|  | |
|  | Magnoliiden                                                                                                 |
|  | |
|  | 'nieuwe' tweezaadlobbigen                                                                                   |
|  | |

|  | eenzaadlobbigen           |
|  |                           |
|  | Magnoliiden               |
|  |                           |
|  | 'nieuwe' tweezaadlobbigen |
|  |                           |

|  | Illicium |
|  | |
|  | \| \| eenzaadlobbigen \| \| \| \| \| \| Magnoliiden \| \| \| \| \| \| 'nieuwe' tweezaadlobbigen \| \| \| \| |
|  | |
|  | eenzaadlobbigen                                                                                             |
|  | |
|  | Magnoliiden                                                                                                 |
|  | |
|  | 'nieuwe' tweezaadlobbigen                                                                                   |
|  | |

|  | eenzaadlobbigen           |
|  |                           |
|  | Magnoliiden               |
|  |                           |
|  | 'nieuwe' tweezaadlobbigen |
|  |                           |

|  | Illicium |
|  | |
|  | \| \| eenzaadlobbigen \| \| \| \| \| \| Magnoliiden \| \| \| \| \| \| 'nieuwe' tweezaadlobbigen \| \| \| \| |
|  | |
|  | eenzaadlobbigen                                                                                             |
|  | |
|  | Magnoliiden                                                                                                 |
|  | |
|  | 'nieuwe' tweezaadlobbigen                                                                                   |
|  | |

|  | eenzaadlobbigen           |
|  |                           |
|  | Magnoliiden               |
|  |                           |
|  | 'nieuwe' tweezaadlobbigen |
|  |                           |

|  | Illicium |
|  | |
|  | \| \| eenzaadlobbigen \| \| \| \| \| \| Magnoliiden \| \| \| \| \| \| 'nieuwe' tweezaadlobbigen \| \| \| \| |
|  | |
|  | eenzaadlobbigen                                                                                             |
|  | |
|  | Magnoliiden                                                                                                 |
|  | |
|  | 'nieuwe' tweezaadlobbigen                                                                                   |
|  | |

|  | eenzaadlobbigen           |
|  |                           |
|  | Magnoliiden               |
|  |                           |
|  | 'nieuwe' tweezaadlobbigen |
|  |                           |

|  | Illicium |
|  | |
|  | \| \| eenzaadlobbigen \| \| \| \| \| \| Magnoliiden \| \| \| \| \| \| 'nieuwe' tweezaadlobbigen \| \| \| \| |
|  | |
|  | eenzaadlobbigen                                                                                             |
|  | |
|  | Magnoliiden                                                                                                 |
|  | |
|  | 'nieuwe' tweezaadlobbigen                                                                                   |
|  | |

|  | eenzaadlobbigen           |
|  |                           |
|  | Magnoliiden               |
|  |                           |
|  | 'nieuwe' tweezaadlobbigen |
|  |                           |

|  | Illicium |
|  | |
|  | \| \| eenzaadlobbigen \| \| \| \| \| \| Magnoliiden \| \| \| \| \| \| 'nieuwe' tweezaadlobbigen \| \| \| \| |
|  | |
|  | eenzaadlobbigen                                                                                             |
|  | |
|  | Magnoliiden                                                                                                 |
|  | |
|  | 'nieuwe' tweezaadlobbigen                                                                                   |
|  | |

|  | eenzaadlobbigen           |
|  |                           |
|  | Magnoliiden               |
|  |                           |
|  | 'nieuwe' tweezaadlobbigen |
|  |                           |

## Verspreiding
Amborella trichopoda komt alleen voor in regenwouden tussen 200 en 1000 m hoog, waar het klimaat het hele jaar mild is, meestal tussen 19-29 °C overdag en 10-22 °C 's-nachts, met een lichte standplaats maar uit de directe zon en met een luchtvochtigheid boven 40-50%.